# Scopula metarsia
Scopula metarsia là một loài bướm đêm trong họ Geometridae.